# Niederpleis
Niederpleis ist ein Stadtbezirk der Stadt Sankt Augustin im nordrhein-westfälischen Rhein-Sieg-Kreis mit etwa 13.000 Einwohnern. Er stellt damit den bevölkerungsreichsten Stadtteil der Stadt Sankt Augustin dar. Zu Niederpleis gehört die im Süden des Stadtbezirks gelegene Siedlung Schmerbroich. Ortsvorsteher des Bezirks ist René Puffe.

## Geographie
Niederpleis liegt auf 65 m ü. NHN, acht Kilometer nordöstlich der Stadt Bonn und zwei Kilometer südlich der Kreisstadt Siegburg. Die Ortschaft erstreckt sich am Rande des Verdichtungsraumes Bonn in der Siegniederung und am Übergang in das nach Süden ansteigende Pleiser Hügelland. Im Norden geht die Bebauung fließend in den Ortsteil Mülldorf über und erstreckt sich bis auf wenige hundert Meter an die Sieg heran. Südöstlich schließt sich die auf Höhenlagen bis knapp 95 m ü. NHN reichende Siedlung Schmerbroich an. Der Westen von Niederpleis beherbergt einen Teil des in den 1970er-Jahren entstandenen Zentrums der Stadt Sankt Augustin. Der Großteil des Stadtzentrums liegt im Bereich des sich westlich an Niederpleis anschließenden Ortsteils Sankt Augustin-Ort. Am Ostrand der Ortschaft verläuft der Pleisbach, der im Pleiser Hügelland entspringt und nördlich von Niederpleis in die Sieg mündet.

## Geschichte

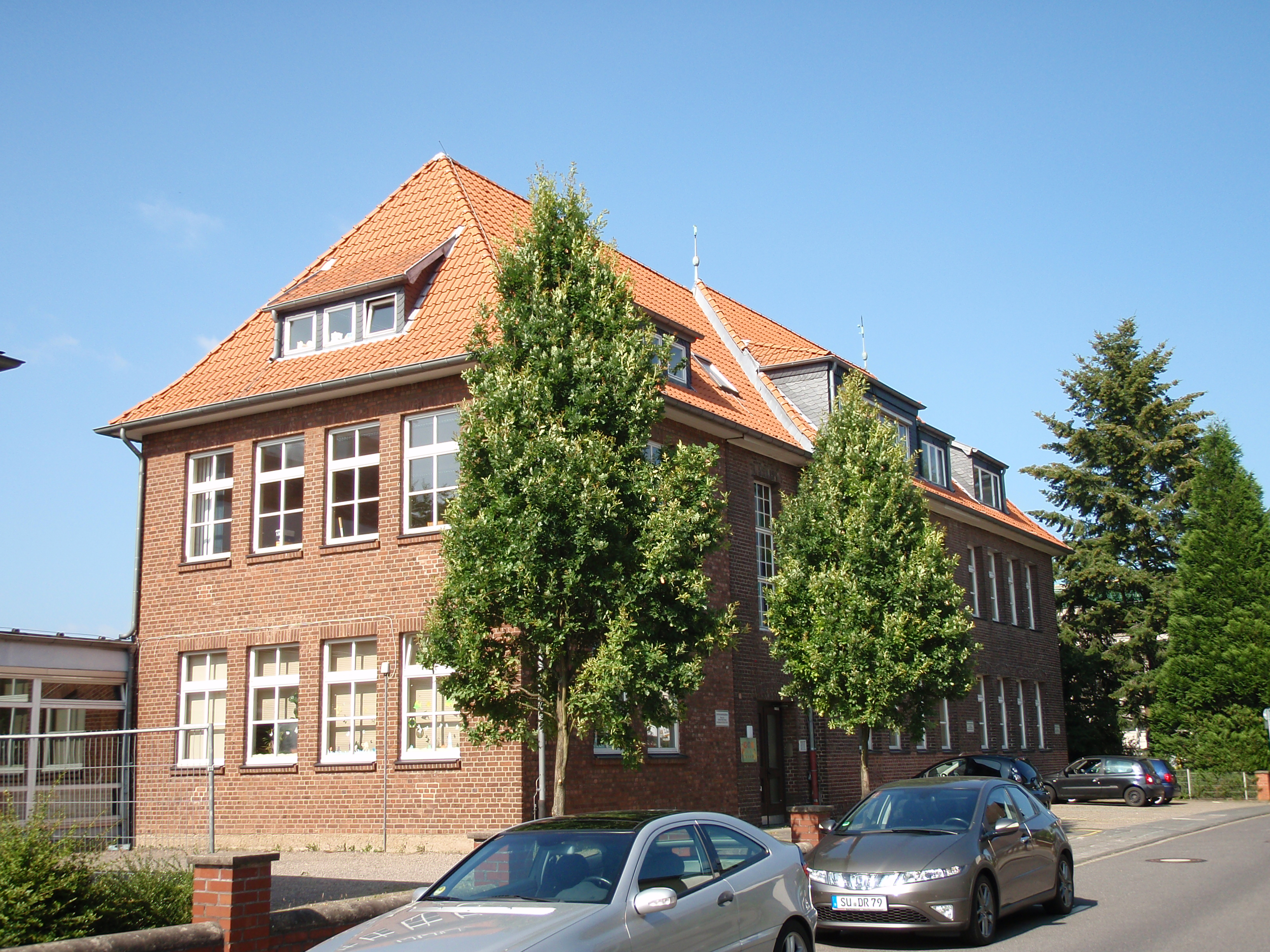
Gebäude der alten Volksschule Niederpleis

Das Gebiet der Ortschaft Niederpleis wurde vermutlich erstmals in der jüngeren Steinzeit (3000–2000 v. Chr.) besiedelt und gehört damit neben Menden zu den ältesten Siedlungen in der heutigen Stadt Sankt Augustin. Für die nachfolgenden Jahrtausende ist eine rege Siedlungstätigkeit in und um Niederpleis belegt. Um 500 v. Chr. wurden die Kelten im Siegtal von einem fränkischen Stamm der Germanen verdrängt. Zu den ersten urkundlichen Erwähnungen des Ortes kam es im 9. Jahrhundert, als er als Pleisa inferior (das am unteren Bachlauf gelegene Pleis) gemeinsam mit Oberpleis (Pleisa superiore) in den Urkunden des Bonner Chatulars erschien. Das Wort „-pleis“ geht auf das indogermanische „Pleu“ zurück, was „fließend, Fluss“ bedeutet.
In der Zeit unter dem Einfluss des fränkischen Herrschaftsgeschlechts der Karolinger gehörte Niederpleis zum Auelgau, bis es per Urkunde vom 4. Oktober 1071 durch Kaiser Heinrich IV. in die Gerichtsbarkeit des Siegburger Abtes gelangte. Die Niederpleiser Kirche war vorher im Besitz von St. Cassius in Bonn. In Niederpleis wurden zwei mittelalterliche Burghügel festgestellt. Ein Ritter Heinrich von Niederpleis wird bereits 1218 erwähnt. Nach jahrelangem Drängen der Herzöge von Berg wurden die Rechte der Siegburger Äbte beschnitten, indem Niederpleis als Kirchspiel dem bergischen Amte Blankenberg unterstellt wurde. Zusammen mit dem Rheinland gelangte es 1815 schließlich an Preußen und gehörte als Gemeinde zur neu gegründeten Bürgermeisterei Menden (später Amt Menden (Rhld.)) innerhalb des Kreises Siegburg. 1885 gehörten zu Niederpleis die Wohnplätze Deichhaus, Niederpleiser Burg, Niederpleiser Mühle, Plato und Schmerbroich. 1910 zählte die Gemeinde 1111 Einwohner.
Infolge der Errichtung der Bröltalbahn erlebte Niederpleis zum Ende des 19. Jahrhunderts einen wirtschaftlichen Aufschwung. In der letzten Dekade des Jahrhunderts wurden Strecken von Niederpleis nach Oberpleis (1893) und von Niederpleis nach Siegburg (1899) eröffnet. Als Knotenbahnhof der Bröltalbahn erlangte Niederpleis für den Verkehr auch regionale Bedeutung. In den 1950er- und 1960er-Jahren wurden sämtliche Streckenabschnitte der Bahn aufgrund der Konkurrenz des Straßenverkehrs geschlossen. Im 19. und 20. Jahrhundert war Niederpleis ein bedeutender Standort der Tonindustrie. Davon zeugen noch die Ruine der Platowerke an der Pleistalstraße Richtung Birlinghoven und die teils als Abfalldeponie dienende Tongrube Niederpleis, aus der das Tonwerk Mauelshagen Rohstoffe bezog und weiterhin Ton unter anderem zur Deponieabdichtung gewonnen wird.

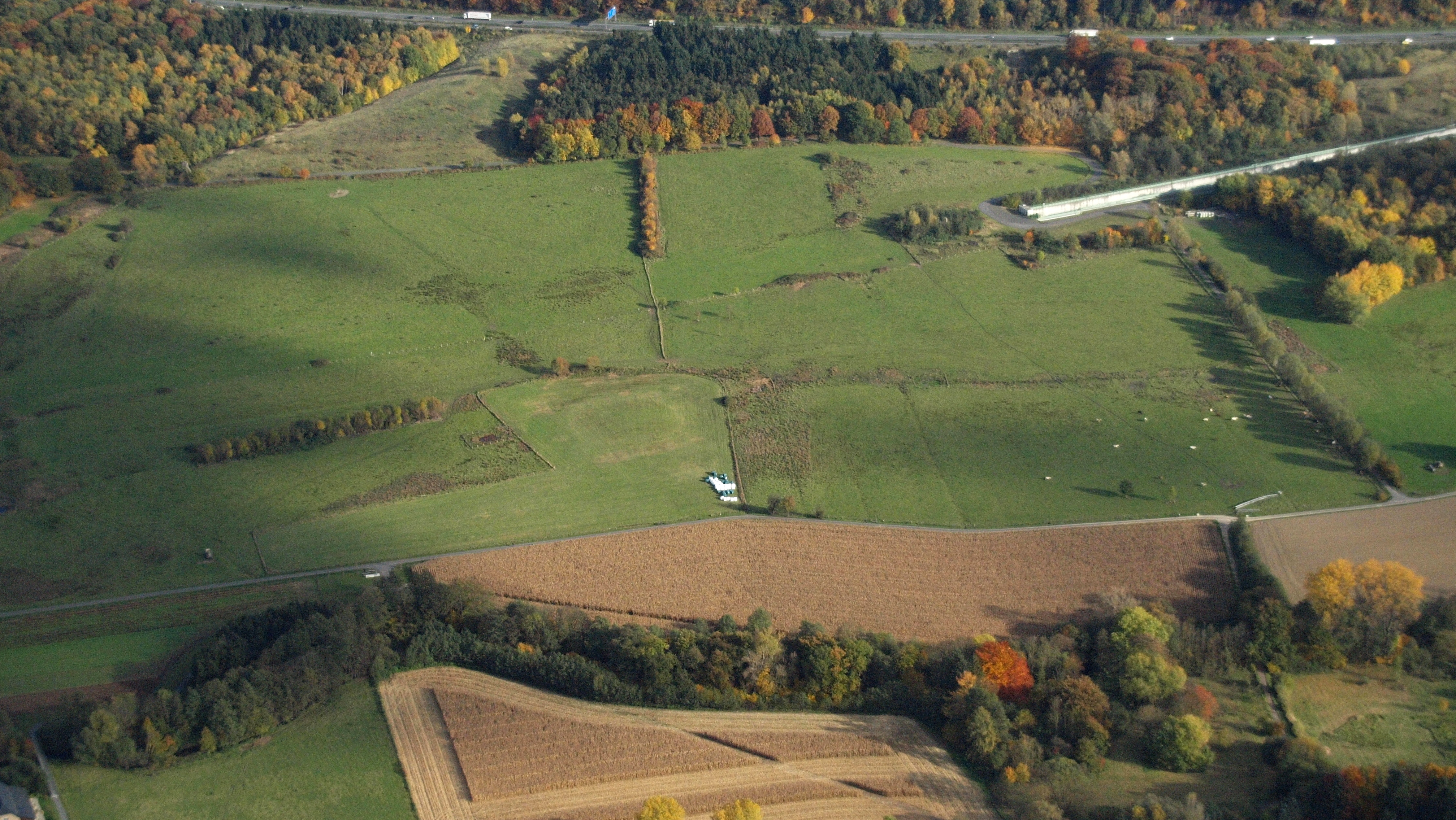
Luftbild der Niederungsmotte Niederpleis, im Hintergrund sind Siegauentunnel und Bundesautobahn 3 zu sehen

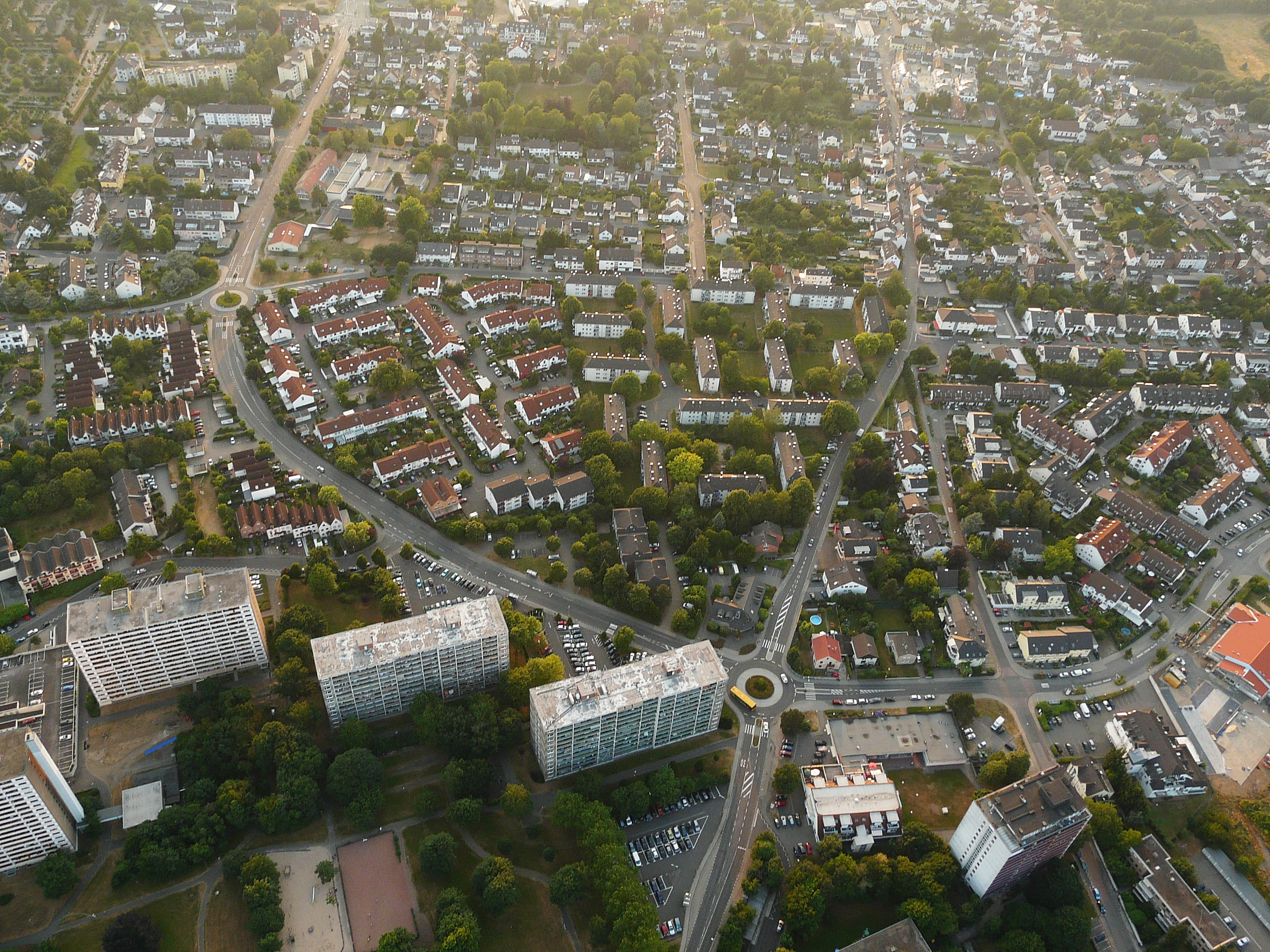
Luftaufnahme der Hochhäuser des Niederpleiser Wohnparks (2010)

Einen Einschnitt in die Niederpleiser Geschichte brachte, wie für die gesamte Region, die Ernennung Bonns zur Bundeshauptstadt im Jahre 1949. Infolge des durch die Anwesenheit der Bundesregierung entstandenen Siedlungsdrucks setzte in Niederpleis ein umfassendes Bevölkerungswachstum und eine rasche Urbanisierung ein. Im Zuge der nordrhein-westfälischen Gebietsreform entstand am 1. August 1969 mit dem Bonn-Gesetz aus dem Großteil des Amtes Menden die neue Gemeinde (heute Stadt) Sankt Augustin, zu der Niederpleis als größter Ortsteil gehört. In den 1970er-Jahren entstand das neue Zentrum der Stadt Sankt Augustin, an dem Niederpleis im Westen einen kleinen Anteil hat, ebenso die ortsbildprägende Hochhaussiedlung „Rügerwohnpark“. Seit 2000 wird der östliche Rand von Niederpleis vom Siegauen-Tunnel unterquert, der Teil der Ende 2002 eröffneten Schnellfahrstrecke Köln–Rhein/Main ist.
Am 11. Mai 2009 kam es am Niederpleiser Albert-Einstein-Gymnasium zu einem versuchten Amoklauf. Eine 16-jährige Schülerin plante, mithilfe selbstgebauter Molotowcocktails die Schule in Brand zu setzen. Sie wurde bei Vorbereitungen auf der Schultoilette von einer Mitschülerin gestört. Die Täterin griff diese an, trennte ihr einen Daumen ab und floh zunächst, stellte sich jedoch noch am selben Tag der Polizei.
Bei einem Großbrand in einem Motorradgeschäft im Ortskern von Niederpleis starben am 18. Juni 2023 zwei Angehörige der Freiwilligen Feuerwehr. Die beiden erfahrenen Kameraden der Löschgruppe Niederpleis, eine Frau und ein Mann, waren als erste in das brennende Gebäude gegangen, um nach Personen zu suchen.

### Einwohnerentwicklung
| Jahr | Einwohner |
| ---- | --------- |
| 1816 | 310       |
| 1843 | 513       |
| 1871 | 689       |
| 1905 | 1047      |
| 1961 | 2381      |

## Verkehr

### ÖPNV
Niederpleis ist an das örtliche und überregionale Busnetz angeschlossen. Im Ort selber befinden sich rund 13 Bushaltestellen.
Folgende Buslinien fahren durch Niederpleis:
| Linie | Linienverlauf                                          |
| ----- | ------------------------------------------------------ |
| 512   | Siegburg Bhf – Niederpleis – Birlinghoven – Ittenbach  |
| 513   | Siegburg Bhf – Niederpleis – Birlinghoven – Oberpleis  |
| 517   | St. Augustin Bus: Zentrum – Niederpleis – Hangelar     |
| 529   | Ramersdorf – Zentrum – Niederpleis – Buisdorf – Hennef |
| 535   | Zentrum – Niederpleis – Birlinghoven – Oberpleis       |

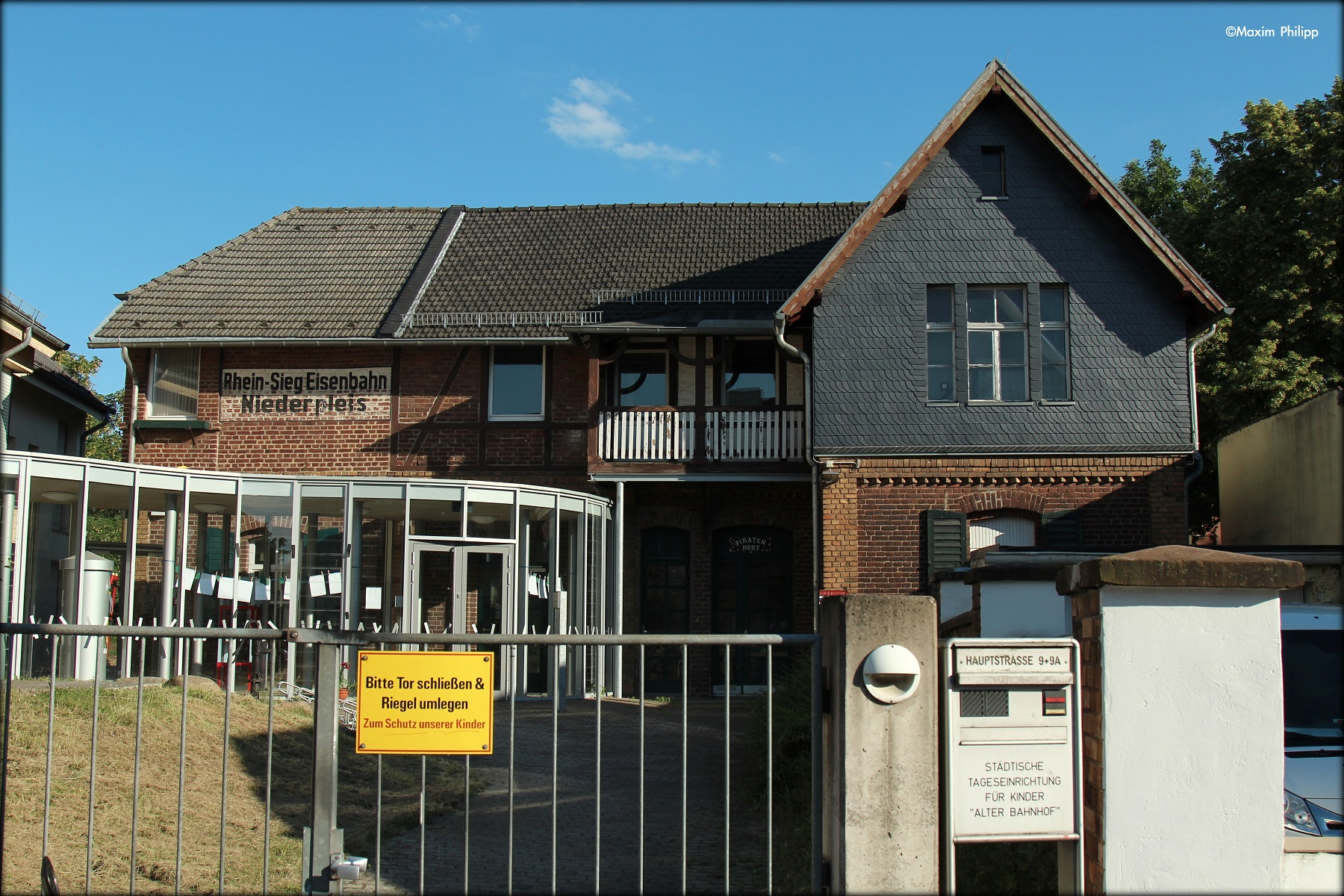
Ehemaliger Bahnhof Niederpleis (2016)

Bis in die 1960er Jahre, war Niederpleis auch an das Netz der Bröltalbahn angeschlossen. In Niederpleis gab es einen mehrgleisigen Bahnhof. Das Bahnhofsgebäude ist heutzutage ein Kindergarten, das Schienennetz wurde vollständig zurückgebaut.

### Straßen

#### Bundesautobahn
Niederpleis liegt an der Bundesautobahn A560 mit der Anschlussstelle Niederpleis, am Ortsrand verläuft die Bundesautobahn A3.

#### Hauptstraßen
Niederpleis liegt an der L121, die von Menden über Sankt-Augustin Ort via Niederpleis nach Buisdorf führt.
Von dieser L121 zweigt am alten Marktplatz (seit den 1960er Jahren nicht mehr vorhanden) die L143 Richtung Birlinghoven ab.

## Öffentliche Einrichtungen

### Bildungseinrichtungen
- Albert-Einstein-Gymnasium
- Realschule Niederpleis
- Hauptschule Niederpleis
- Gemeinschaftsgrundschule Pleiser Wald
- 8 Kindertagesstätten

### Religiöse Einrichtungen
- Pfarrkirche Sankt Martinus
- Evangelisches Gemeindezentrum Niederpleis
- Antoniuskapelle

## Kultur und Sehenswürdigkeiten

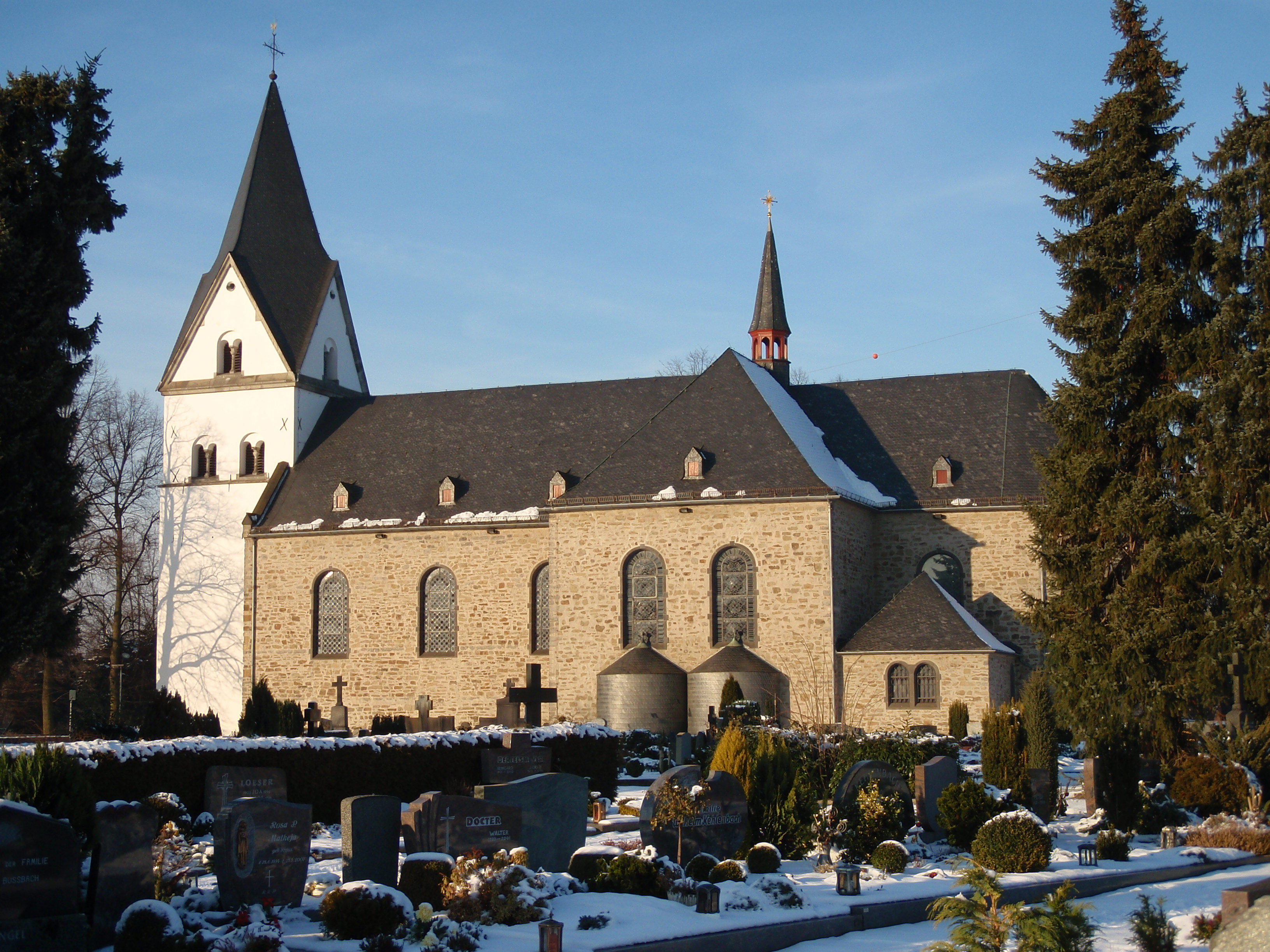
St. Martinus

### Sehenswürdigkeiten

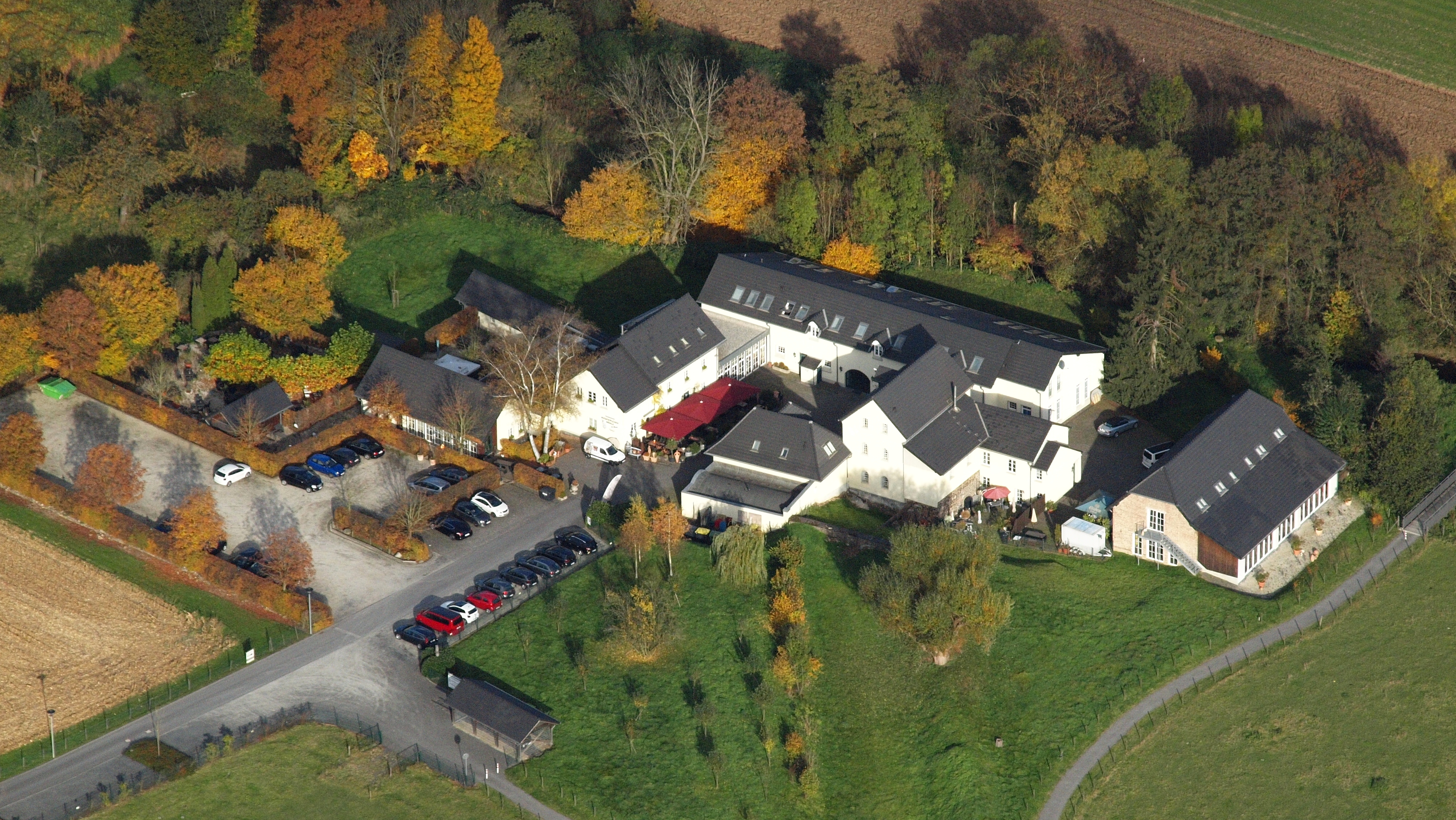
Niederpleiser Mühle, Luftaufnahme (2015)

Die römisch-katholische Pfarrkirche St. Martinus wurde in Teilen im 12. Jahrhundert erbaut und stellt damit das älteste Gebäude im Stadtgebiet von Sankt Augustin dar. Sie liegt außerhalb des Dorfkerns und fungierte zunächst als Eigenkirche der Ritter von Niederpleis, bis sie nach dem Abbruch der Burg 1268 zur Pfarrkirche ernannt wurde.
Weiterhin sehenswert und ortsbildprägend ist die Burg Niederpleis, die in ihrer ursprünglichen Substanz 1872 abgerissen und durch einen neuen, heute noch bestehenden Gebäudekomplex ersetzt wurde. Die Burg Niederpleis ist jährlich Schauplatz eines großen ökumenischen Erntedankfestes der umliegenden Kirchengemeinden.
Außerdem werden dort im Sommer Erdbeeren und Spargel verkauft. Es gibt überdies die Möglichkeit, Erdbeeren selber zu pflücken. Während der Vorweihnachtszeit werden dort Weihnachtsbäume verkauft.
Die Burg selbst ist in Privatbesitz.
Die Niederpleiser Mühle liegt am Pleisbach, ist Standort einer Außenstelle des Standesamtes und beherbergt Büros sowie ein Restaurant. Die „Zeche Plato“ (auch Pleistalwerk) erinnert als Industriedenkmal an die ehemalige Niederpleiser Tonindustrie. In ihr wurden bis zur Einstellung der Produktion im Jahr 1972 Tonröhren hergestellt.
Die Antoniuskapelle am Bönnschen Weg wurde an diesem Platz in den 1960er Jahren erbaut. Sie ist errichtet zum Gedenken an den heiligen Antonius, der Niederpleis vor der Pest beschützen sollte.
Das alte Grundschulgebäude am Bönnscher Weg steht unter Denkmalschutz und ist ein architektonisch wertvolles Schulgebäude aus dem Beginn des 20. Jahrhunderts.
Des Weiteren sind die Siegauen und das Pleisbachtal sehenswert.

### Regelmäßige Veranstaltungen
Jedes Jahr an Karnevalssonntag findet der Karnevalszug statt, nach dem Zug wird in den Kneipen gefeiert.
Jedes Jahr an einem Wochenende im August findet zudem das Feuerwehrfest statt. Seit einigen Jahren wurde dieses in eine Strandparty umgewandelt und heißt „Pleeser Strandparty“.
Das Maibaumstellen hat in Niederpleis seit jeher Tradition. Der Junggesellenverein „Pleeser Murre“ stellt in der Nacht zum 1. Mai den Dorfbaum auf den Jakob-Fußhöller-Platz. Das Maifest findet wiederum am dritten Samstag im Mai statt.

## Persönlichkeiten
- Gabriel Saal (1901–1966), Politiker (NSDAP)
- Albert Falderbaum (1913–1961), Kunstflieger
- Helmut Rohde (1925–2016), Bundesbildungsminister
- Wilfried Wessel (1930–2016), Sankt Augustiner Bürgermeister
- Klaus Kinkel (1936–2019), Bundesminister und Vize-Kanzler, lebte in Schmerbroich
- Karl Lennartz (1940–2014), Sporthistoriker, lebte in Schmerbroich
- Franz Huhn (* 1951), Bürgermeister von Siegburg
- Nina Ziegenhals (* 1982), ehemalige Eishockey-Nationalspielerin